# ネイビーワン

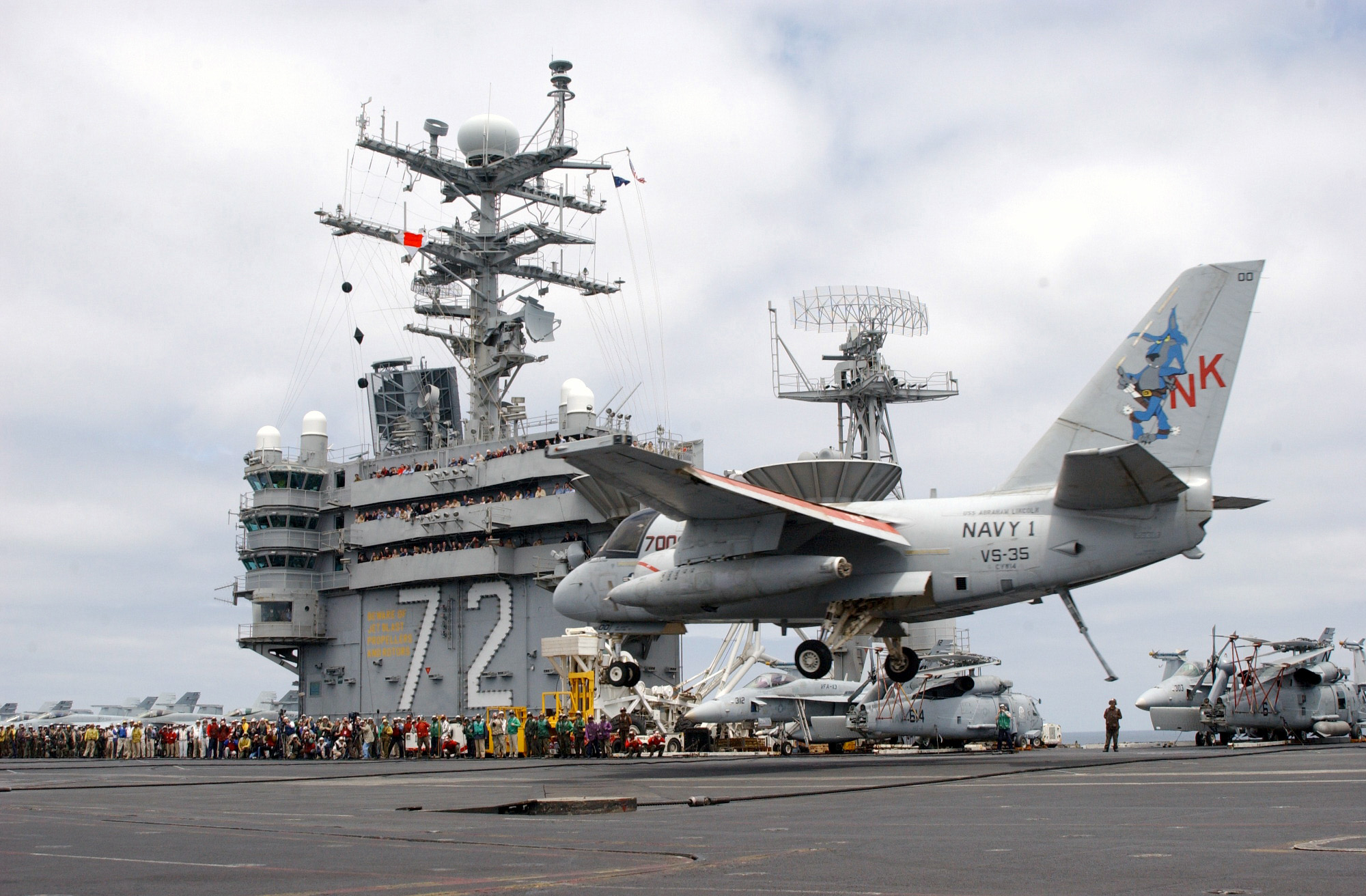
空母「エイブラハム・リンカーン」に着艦する「ネイビーワン」

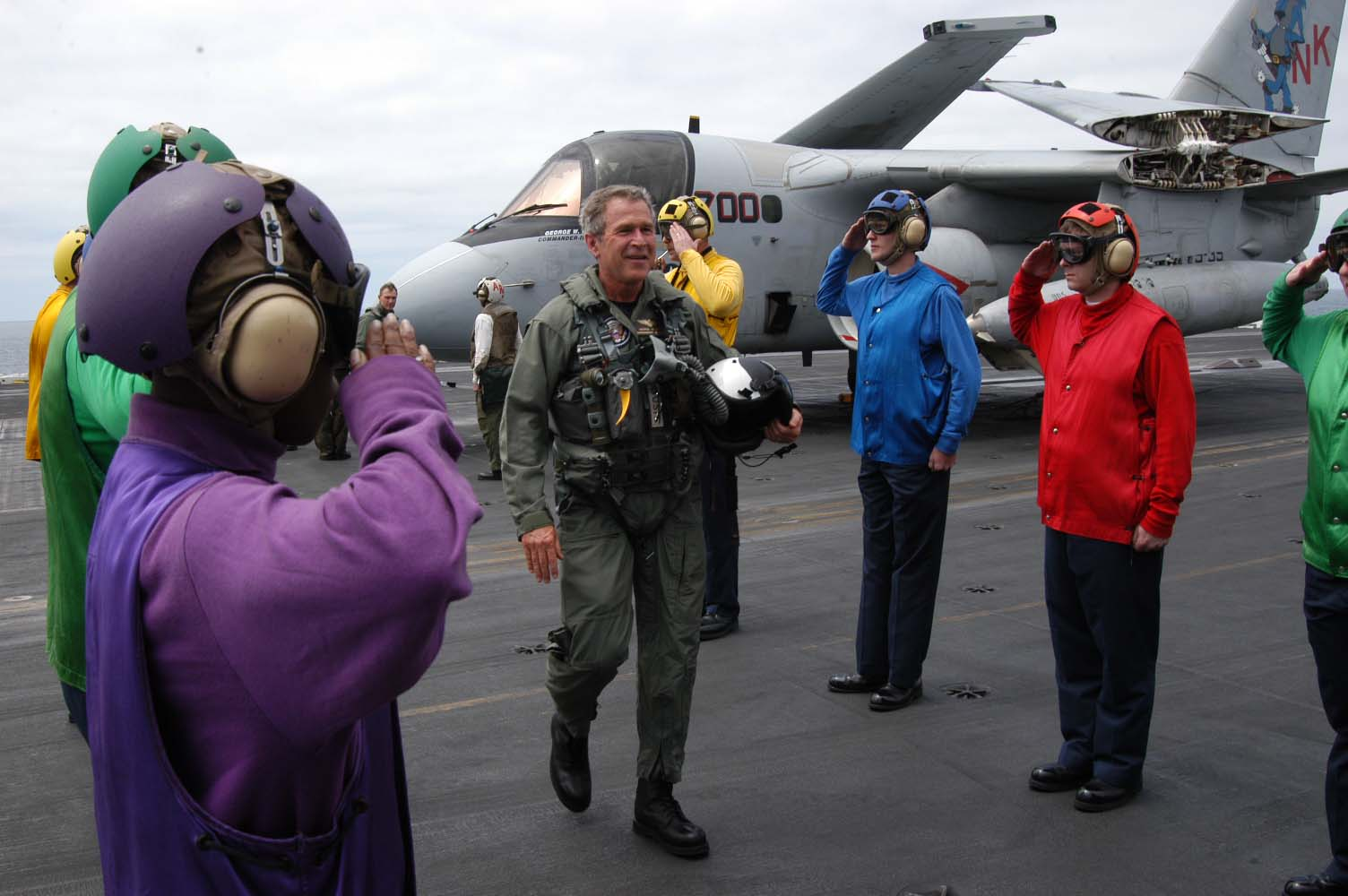
「ネイビーワン」から降り立ったジョージ・W・ブッシュ大統領

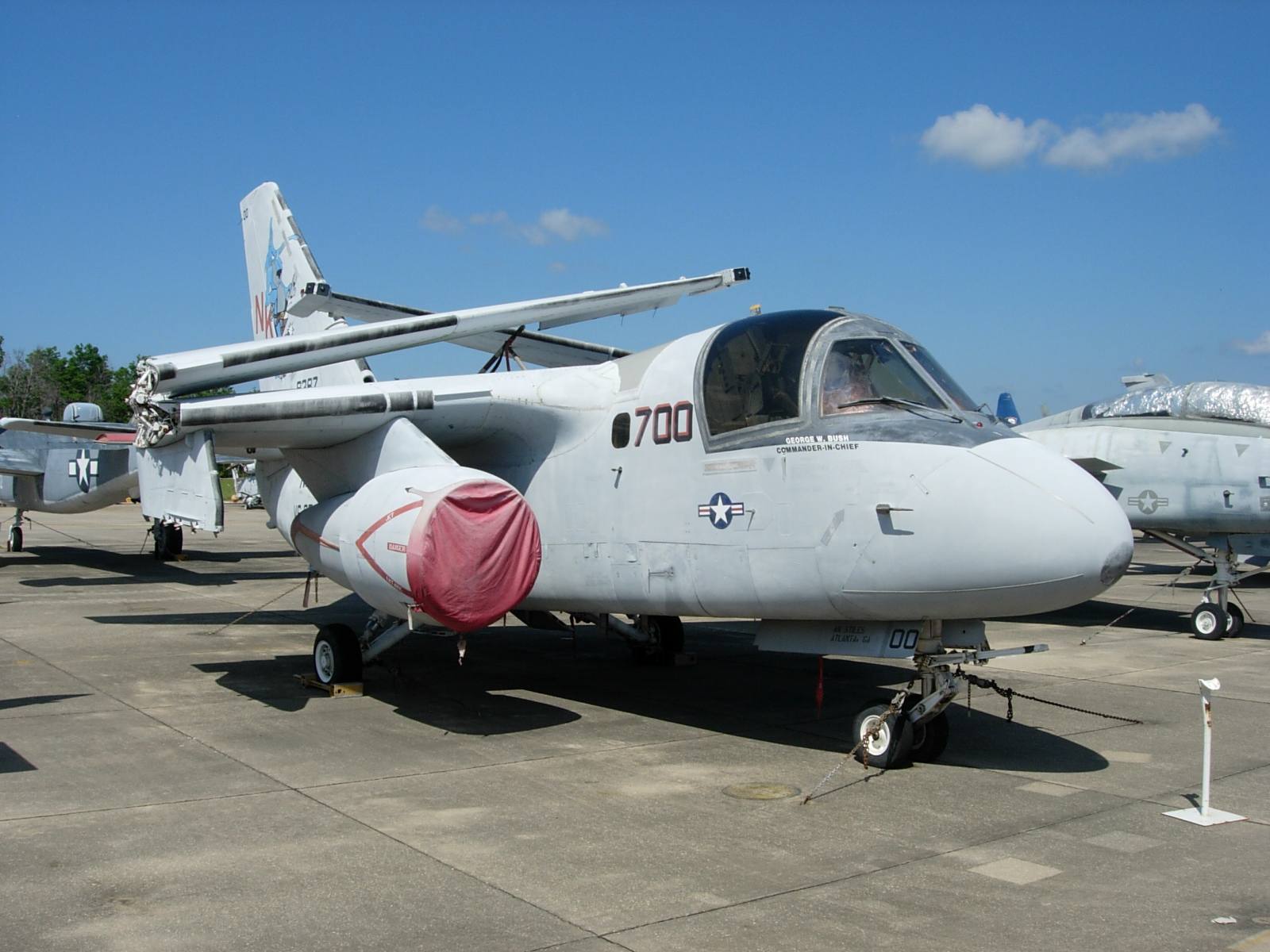
国立海軍航空博物館で展示中の「ネイビーワン」

ネイビーワン（英: Navy One）は、アメリカ合衆国大統領がアメリカ海軍機に搭乗した際に使用されるコールサインである。

## 使用例
2022年現在、このコールサインが使用されたのは過去に1回だけである。2003年5月1日、ジョージ・W・ブッシュ大統領がカリフォルニア州サンディエゴ沖の太平洋に展開する原子力空母「エイブラハム・リンカーン」の艦上にてイラク戦争の任務完了演説を行うために、第35対潜飛行隊(VS-35)所属のS-3バイキング対潜哨戒機（機体番号159387）に搭乗して移動した。ブッシュがパイロット出身であったこと（ただし、ブッシュ自身がネイビーワンを操縦したわけではない）とイラク戦争における主要戦闘の終結を意味するデモンストレーションの意味合いもあり、ヘリコプターではなく艦載機が用いられた。この飛行に使用されたS-3は、退役後の2003年7月17日よりフロリダ州ペンサコーラの国立海軍航空博物館で展示されている。

## ネイビーツー
アメリカ海軍機に副大統領が搭乗した場合のコールサインはネイビーツー (Navy Two) となる。このコールサインは、1980年にウォルター・モンデール副大統領がレークプラシッドオリンピックのアイスホッケー競技観戦のため、ニューヨークとレークプラシッドの往復にアメリカ海軍機を利用した際に使用された。